# Calyptrogyne deneversii
Calyptrogyne deneversii är en enhjärtbladig växtart som beskrevs av Andrew James Henderson. Calyptrogyne deneversii ingår i släktet Calyptrogyne och familjen Arecaceae.
Artens utbredningsområde är Panama. Inga underarter finns listade i Catalogue of Life.